# ヒマラヤン・シープドッグ
ヒマラヤン・シープドッグ（英語：Himalayan Sheedog）は、ヒマラヤ地方（ネパール東部からインド北部にかけての山脈地帯）原産のマスティフ犬種/護畜犬種である。別名はヒマラヤン・マスティフ（英：Himalayan Mastiff）、ボーティア（英：Bhotia）など。

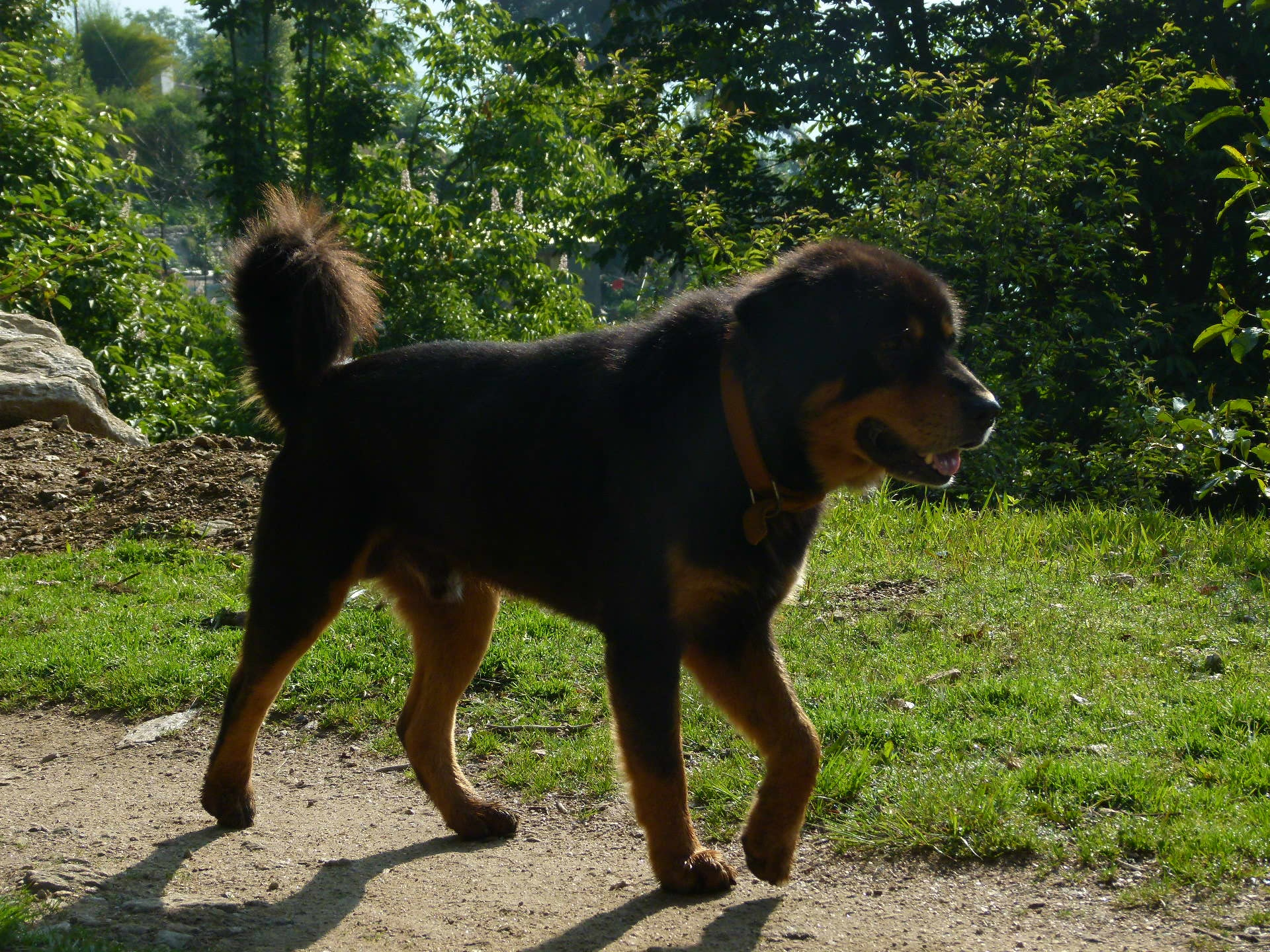
ヒマラヤン・シープドッグ

## 歴史
チベタン・マスティフが原産地の生活様式や気候に適応して生まれた犬種である。同じ犬種から分かれて生まれた兄弟種のカシミール・シープドッグと同じく、紀元前から存在していたといわれている。尚、カシミール・シープドッグと原産地が一部重複しているため、同一の犬種としてまとめられていることも多い。
主に家畜を泥棒から守る護畜犬として使われるが、牧羊犬や番犬として用いられる。昼間は牧羊犬として羊を誘導し、夜間は護畜犬として家畜の護身を行うか、主人と共に帰宅してその家を番犬として見張る。不審者が現れた場合は命をかけて戦い、必ず撃退させようと鉄槌を下した。
原産地では欠かすことの出来ない大切な存在であるにもかかわらず、その待遇は決して良いものではなかった。十分なえさを与えられていなかったり、暴力を用いた不適切な体罰などにより、数々の問題が発生していた。問題行動は番をさぼって放浪し、ゴミをあさったり、異性の犬と密会したり、近づくものを見境無く攻撃したりすることなどがあった。ヒマラヤン・シープドッグの扱いが向上・改善されたのはごく近年のことで、外部の有識者の指南により正しい飼育方法やしつけ方が伝えられた。これにより問題行動の多くは修正されたが、一部の地域では未だに昔からの扱い方が継続されているとも言われている。
現在も生粋の作業犬として用いられているが、一部はショードッグとしても飼育されている。但し基本的には地域限定の犬種のため、他の場所では飼育されていない。

## 特徴
兄弟種のカシミール・シープドッグと比べるとやや軽量で、尾の形や性質、体型などに違いが見られる。ラブラドール・レトリーバーを筋肉質にして体高を高め、体毛を伸ばしたような姿をしていると形容される。骨太で筋肉質の体つきをしており、胸は広く首は太い。マズルは短く太く、脚の長さは普通だが太い。力が強く、俊足で走ることも出来る。耳は垂れ耳、尾は飾り毛のある巻き尾。コートはロングコートで、寒さに強い。毛色はイエロー、ゴールド、ブラウン、ブラック、ブラク・アンド・タンなど。体高51〜64cm、体重23〜27kgの大型犬で、性格は主人に忠実で従順、愛情深いが、護畜犬種のため独立心や警戒心、自己判断力や防衛本能が高い。。しつけは主人からのみ受け付け、状況判断力は高い。運動量は多い。